# يوكي ياماتو
يوكي ياماتو (باليابانية: 山戸 結希) (من مواليد 1989) كاتبة سيناريو ومخرجة يابانية. قامت بصنع أفلام من مانغا شوجو حيلة مُثيرة و غرق الحب ، وحصلت على جائزة أفضل مخرج جديد في حفل توزيع جوائز السينما المهنية اليابانية الـ24. كما قامت بإخراج فيديوهات موسيقية لـ نوجيزاكا46 ومومويرو كلوفر زد ورادويمب.

## النشأة والتعليم
ولدت ياماتو عام 1989 في كاريا ، آيتشي، اليابان. أثناء دراستها للفلسفة في جامعة صوفيا ، انضمت ياماتو إلى مجتمع الأفلام بالمدرسة وقدمت أول فيلم لها بعنوان تلك الفتاة ترقص على شاطئ البحر (あ の 娘 が 海 辺 で 踊 っ て る) في عام 2012. قصة الفيلم عن صيف واحد في حياة فتاتين في المدرسة الثانوية ، فاز بجائزة لجنة التحكيم الخاصة في مهرجان طوكيو السينمائي للطلاب.

## جوائز
- جائزة أفضل مخرج جديد في حفل توزيع جوائز السينما المهنية اليابانية الـ24.[4]

## الأفلام
- تلك الفتاة ترقص على شاطئ البحر (2012)
- مثل خرافة (2013)
- عد خمسة لأحلم بك (2014)
- سكين أوبوريرو (2016)
- فتاة قرن الـ21 (2018)
- حيلة مثيرة: فتاة تلتقي بفتى (2019)

## وصلات خارجية
- يوكي ياماتو على موقع IMDb (الإنجليزية)
- يوكي ياماتو على موقع قاعدة بيانات الفيلم (الإنجليزية)

1. ↑  Internet Movie Database (بالإنجليزية), QID:Q37312
2. ↑  "少女たちの輝きを残したくて　山戸結希監督　映画「５つ数えれば君の夢」 (3/3ページ) - SankeiBiz（サンケイビズ）". web.archive.org. 15 أبريل 2015. مؤرشف من الأصل في 2020-05-31. اطلع عليه بتاريخ 2020-05-30.{{استشهاد ويب}}:  صيانة الاستشهاد: BOT: original URL status unknown (link)
3. ↑  "上智の現役女子大生・山戸結希監督の処女作、中野で公開へ". 赤坂経済新聞. مؤرشف من الأصل في 2019-11-02. اطلع عليه بتاريخ 2020-05-30.
4. ↑  Inc, Natasha. "日プロ大賞授賞式、邦画を盛り上げる豪華な顔ぶれが続々登壇で大盛況". 映画ナタリー (باليابانية). Archived from the original on 2019-11-02. Retrieved 2020-05-30. {{استشهاد ويب}}: |الأخير= باسم عام (help)